# 俄羅斯娃娃：派對迴旋
《俄羅斯娃娃：派對迴旋》（英語：Russian Doll）是一部美國魔幻現實黑色喜劇劇集，由娜塔莎·雷昂、艾米·波勒和萊絲麗·海德蘭三人組創作監製。
劇集第一季於2019年2月1日在串流媒體平台網飛上線首播，共8集，獲13項黃金時段艾美獎提名，其中包括最佳喜劇劇集和主演娜塔莎·雷昂的最佳喜劇類劇集女主角提名。
2019年6月11日，Netflix宣佈續訂本劇第二季。第二季于2022年4月20日播出。

## 概要
紐約東村一位名叫娜迪婭的女子，在她36歲生日當晚死於非命……緊接着發現自己又回到了朋友為她舉辦的生日派對現場（時間迴圈）。面對這場似乎永遠無法逃離的派對，生死往復的她試圖解開這個謎團。
来到第二季，将要度过40岁生日的娜迪婭进入6号地铁，回到了1982年，困在了母亲的身体中。

## 演員與角色

### 主演
- 娜塔莎·雷昂 飾 娜迪婭·武爾沃科夫（Nadia Vulvokov）

曼哈頓下城猶太裔遊戲程式設計師，莫名陷入生死時間輪回
- 布魯克·廷柏爾（Brooke Timber）飾 幼年娜迪婭

- 查理·巴奈特（英语：Charlie Barnett (actor)） 飾 艾倫·扎韋里（Alan Zaveri）

同樣陷入時間輪迴的男子，患有强迫症等等精神障礙
- 尤爾·巴斯克斯（英语：Yul Vazquez） 演 約翰·雷耶斯（John Reyes）

娜迪婭的地產經紀前男友，與正在辦理離婚手續的準前妻育有一女
- 伊莉莎白·艾希莉（英语：Elizabeth Ashley） 飾 魯絲·布倫納（Ruth Brenner）

娜迪婭和她母親的心理諮詢師，與娜迪婭親如一家
- 凱特·詹寧斯·格蘭特 飾 青年魯絲

- 葛莉塔·李 飾 瑪克辛（Maxine）

娜迪婭的朋友，為其舉辦36歲生日派對

### 常駐
- 達莎·坡蘭科（英语：Dascha Polanco） 飾 碧雅翠絲（Beatrice），艾倫的出軌女友
- 傑瑞米·巴布（英语：Jeremy Bobb） 飾 邁克·克蕭（Mike Kershaw），給艾倫戴綠帽的大學文學教授
- 蕾貝卡·韓德森（Rebecca Henderson）飾 麗茲（Lizzy），娜迪婭的藝術家朋友
- 布蘭登·薩克斯頓三世 飾 馬男，娜迪婭偶遇後施以援手的流浪漢
- 科洛·塞維尼 飾 倫諾拉·武爾沃科夫（Lenora Vulvokov），娜迪婭的神經質母親

### 客串
- 里泰什·拉詹（英语：Ritesh Rajan） 飾 法蘭（Farran），熟食店掌櫃、娜迪婭的朋友
- 沃里斯·阿盧瓦利亞（英语：Waris Ahluwalia） 飾 「軍火販」（Wardog），娛樂性藥物販
- 大衛·凱爾（英语：David Cale） 飾 丹尼爾「醫生」（Dr. Daniel），視頻開處方男子
- 德文·拉特雷（英语：Devin Ratray） 飾 熟食店顧客
- 喬納森·哈達里（英语：Jonathan Hadary） 飾 14街鎮村（Town & Village）猶太會堂拉比
- 譚米·塞格（英语：Tami Sagher） 飾 希芙拉（Shifra），拉比的秘書
- 史黛拉·施納伯爾（英语：Stella Schnabel） 飾 莉阿娜（Liana），珠寶店櫃員
- 莉莉婭斯·懷特（英语：Lillias White） 飾 扎韋里醫生（Dr. Zaveri），艾倫的母親
- 伯特·揚（英语：Burt Young） 飾 喬，艾倫同樓住戶

## 劇集

### 第一季（2019年）
| 集數 | 標題                                     | 導演          | 編劇                                                                        | 上線日期     |
| --- | ---------------------------------------- | ------------- | --------------------------------------------------------------------------- | ------------ |
| 1 | 世上無易事 Nothing in This World Is Easy | 萊絲麗·海德蘭 | 劇本創作 ：娜塔莎·雷昂 & 萊絲麗·海德蘭 & 艾米·波勒 故事構思 ：萊絲麗·海德蘭 | 2019年2月1日 |
| 娜迪婭稀里糊塗地死在了她36歲生日那一晚……然後又稀里糊塗地回到了好友爲自己舉辦的生日派對上。                                                                       |                                          |               |                                                                             |              |
| 2 | 大逃亡 The Great Escape                  | 萊絲麗·海德蘭 | 娜塔莎·雷昂 & 艾米·波勒                                                     | 2019年2月1日 |
| 宿醉不清的娜迪婭試圖拼凑出前一晚的經歷，順藤摸瓜找到倒騰以色列大麻捲菸的「軍火販」。                                                                             |                                          |               |                                                                             |              |
| 3 | 溫暖的身體 A Warm Body                   | 萊絲麗·海德蘭 | 艾莉森·西爾弗曼                                                             | 2019年2月1日 |
| 娜迪婭接着找到14街上的一所猶太會堂，但她還需要前男友約翰的協助。在尋貓過程中，娜迪婭與一位流浪漢熟絡起來。                                                       |                                          |               |                                                                             |              |
| 4 | Alan's Routine                           | 傑米·巴比特   | 奇羅科·鄧拉普（Cirocco Dunlap）；萊絲麗·海德蘭                                            | 2019年2月1日 |
| 精緻男孩艾倫像往常一樣為見女友做着心理建設。與此同時，娜迪婭的最新發現讓她大吃一驚。                                                                             |                                          |               |                                                                             |              |
| 5 | Superiority Complex                      | 傑米·巴比特   | 喬絲琳·比奧                                                                 | 2019年2月1日 |
| 被打亂日常的艾倫出現在娜迪婭的生日派對，後者試圖向前男友約翰彌補自己的過失，艾倫則將面對女友的偷腥對象邁克。                                                     |                                          |               |                                                                             |              |
| 6 | Reflection                               | 傑米·巴比特   | 芙羅拉·伯恩鮑姆（Flora Birnbaum）                                                         | 2019年2月1日 |
| 艾倫和娜迪婭試圖弄清兩人之間到底有什麽關聯，但他卻怎麽也想不起來自己的第一次死亡經歷。一番勸説過後，艾倫總算是同意讓娜迪婭跟着自己重複開啓死亡循環那一晚的歷程。 |                                          |               |                                                                             |              |
| 7 | 出路 The Way Out                         | 萊絲麗·海德蘭 | 劇本創作 ：艾莉森·西爾弗曼 故事構思 ：艾莉森·西爾弗曼；萊絲麗·海德蘭        | 2019年2月1日 |
| 當下現實開始慢慢消解，娜迪婭為過往所困擾，艾倫則擔心留給他們的時間不多了。                                                                                       |                                          |               |                                                                             |              |
| 8 | Ariadne                                  | 娜塔莎·雷昂   | 娜塔莎·雷昂                                                                 | 2019年2月1日 |
| 娜迪婭和艾倫終於在熟食店找到對方，雖然還是有什麽地方不對勁，但是他們并沒有放棄彼此。                                                                             |                                          |               |                                                                             |              |

### 第二季（2022年）
| 總集數 | 集數 （季） | 標題                              | 導演          | 編劇                                         | 上線日期      |
| ------ | ----------- | --------------------------------- | ------------- | -------------------------------------------- | ------------- |
| 9      | 1           | 無時 Nowhen                       | 娜塔莎·雷昂   | 娜塔莎·雷昂                                  | 2022年4月20日 |
| 10     | 2           | 康尼島寶貝 Coney Island Baby      | 亚历克斯·波诺 | 艾莉森·西尔弗曼、扎基亚·亚历山大             | 2022年4月20日 |
| 11     | 3           | 人才外流 Brain Drain              | 娜塔莎·雷昂   | 娜塔莎·雷昂、爱丽斯·朱                       | 2022年4月20日 |
| 12     | 4           | 從一站到另一站 Station to Station | 亚历克斯·波诺 | 故事構思 ：爱丽斯·朱、娜塔莎·雷昂、利兹·罗斯 | 2022年4月20日 |
| 13     | 5           | 優美屍骸 Exquisite Corpse         | 亚历克斯·波诺 | 艾莉森·西尔弗曼                              | 2022年4月20日 |
| 14     | 6           | 薛丁格的露絲 Schrödinger's Ruth   | 亚历克斯·波诺 | 西罗克·邓拉普                                | 2022年4月20日 |
| 15     | 7           | 俄羅斯娃娃 Matryoshka             | 娜塔莎·雷昂   | 娜塔莎·雷昂、爱丽斯·朱                       | 2022年4月20日 |

## 製作

《俄羅斯娃娃：派對迴旋》第一季先行海報，娜塔莎·雷昂領銜出演女主角娜迪婭

### 開發
2017年9月20日，網飛宣佈預訂本劇第一季，共8集，由娜塔莎·雷昂、艾米·波勒和萊絲麗·海德蘭創作開發並擔任執行製片人。萊絲麗·海德蘭執筆第一集劇本，第一季餘下7集劇本由她和主演娜塔莎·雷昂共同完成。製作公司包括環球電視公司、賈克斯媒體、紙風箏製片、3藝娛樂、拍至午夜（Shoot to Midnight）以及A大道（Avenue A）。
2018年12月14日，網飛公佈劇集第一季上線日期為2019年2月1日。

### 選角
隨着劇集被預訂，娜塔莎·雷昂確定飾演劇集女主角。2018年12月，葛莉塔·李、尤爾·巴斯克斯、伊莉莎白·艾希莉和查理·巴奈特確定飾演主要角色，科洛·塞維尼、達莎·坡蘭科、布蘭登·薩克斯頓三世、蕾貝卡·韓德森、傑瑞米·巴布、里泰什·拉詹和喬絲琳·比奧確定客串出演。

### 拍攝
2018年2月22日，主體拍攝在紐約市開機，具體拍攝地點幾乎全部位於曼哈頓東村和下東區。

## 宣傳發行
2019年1月9日，第一部官方預告片上線。

## 外部連結
- 在Netflix上觀看《俄羅斯娃娃：派對迴旋》
- 互联网电影数据库（IMDb）上《俄羅斯娃娃：派對迴旋》的资料（英文）
- 爛番茄上《俄羅斯娃娃：派對迴旋》的資料（英文）
- 豆瓣电影上《俄羅斯娃娃：派對迴旋》的資料 （简体中文）